# Just Stand Up!
«Just Stand Up!» es una canción interpretada por las cantantes de R&B, Rihanna,  Mariah Carey, Beyoncé Knowles, Mary J. Blige, Keyshia Cole, Nicole Scherzinger, Ashanti y Ciara, las cantantes de pop, Fergie, Miley Cyrus, Natasha Bedingfield y Leona Lewis, las cantantes de rock, Sheryl Crow y Melissa Etheridge y por último, las cantantes de country, Carrie Underwood and LeAnn Rimes. 
Antonio L.A. (productor del tema) consiguió que las artistas cantaran la canción después de una reunión con el fundador de Stand Up to Cancer. Los productores musicales Kenneth "Babyface" Edmonds y Reid coproducen la canción. El sencillo se lanzó el 2 de septiembre de 2008. 
Las 14 cantantes interpretaron "Just Stand Up!" el día 5 de septiembre en el telemaratón "Stand Up to Cancer" retransmitido simultáneamente por ABC, CBS y NBC. Los beneficios obtenidos con las ventas del sencillo digital serán destinados a una fundación a favor de lucha contra el cáncer de mama.

## Actuación en directo
La actuación en directo fue grabada en el programa "Stand Up 2 Cáncer" el 5 de septiembre de 2008 siendo emitida por múltiples canales en EE. UU. y en el resto del mundo. Todas las artistas original aparecieron en la actuación salvo LeAnn Rimes, Sheryl Crow y Melissa Etheridge,en su lugar apareció Nicole Scherzinger de las Pussycat Dolls que cantó las partes de Sheryl Crow.
La canción fue un poco diferente que en la versión original disponible para su descarga. La actuación en directo fue tomada para crear el video musical que está ya disponible en el iTunes store.

## Recaudación
Just Stand Up! es un sencillo creado exclusivamente para la recaudación de fondos a favor de la lucha contra el cáncer. Gracias a la retransmisión simultánea en tres canales estadounidense y la retrasmision en otros 170 países la fundación Stand Up to Cancer consiguió recaudar alrededor de 100 millones de dolarés.

## Posicionamiento
| Listas (2008)                        | Posición alcanzada |
| ------------------------------------ | ------------------ |
| Australian ARIA Singles Chart        | 39                 |
| U.S. Billboard Hot 100               | 10                 |
| U.S. Billboard Pop 100               | 18                 |
| U.S. Billboard Hot R&B/Hip-Hop Songs | 83                 |
| Canadian Hot 100                     | 10                 |
| UK Singles Chart                     | 26                 |
| Irish Singles Chart                  | 11                 |
| Italian Singles Chart                | 3                  |
| Euro Top 200 Chart                   | 82                 |
| Spanish Singles Chart                | 1                  |
| Swedish Singles Chart                | 51                 |
| Philippines Top 5 @ 5 Chart          | 1                  |
| Philippines Magic 30 Chart           | 2                  |
| Japan Hot 100                        | 85                 |